# نشر الطيب في ذكر النبي الحبيب
نشر الطيب في ذكر النبي الحبيب (الأردية: نشر الطيب في ذكر النبى الحبيب) هي سيرة للنبي محمد كتبها أشرف علي ثانوي خلال عامي 1911 و1912، وسط تفشي وباء في الهند. يتكون الكتاب من 41 فصلًا ويُقدم النبي محمد مُبينًا نعمته للكون بأكمله. ويستكشف جوانب مختلفة من حياته وتعاليمه وشخصيته، مسلطًا الضوء على تأثيره على البشرية.

## الترجمة
في كانون الأول 1980 م، نشرت المؤسسة الإسلامية في بنغلاديش أول ترجمة بنغالية للكتاب بعنوان "جي فولر كوسبوت سارا جهان ماتوارا". قام بالترجمة محمد أمين الإسلام من مسجد لالباغ شاهي. المترجم الإنجليزي للكتاب هو محمد سجاد يونس، وعنوان الكتاب "ذكرى الحبيب".

## الاستقبال
قال محمد ميان صديق إن الكتاب يشتمل على جميع جوانب حياة محمد بشكل موجز بأسلوب كتابة بسيط وسلس يتجنب اللغة المعقدة، وأن الاستنتاجات الأخلاقية المستخلصة بعد كل موضوع تعزز الكتاب. قال أبو الخير كاشفي إنه يتضمن أحاديث بعيدة المدى تلقي الضوء على فضائل محمد وآدابه الاجتماعية وعاداته اليومية.

## روابط خارجية
- نشر الطيب في ذكر النبي الحبيب في أرشيف الإنترنت